# Ahmet Bener
Ahmet Bener (* 31. Oktober 1994 in Ceyhan) ist ein türkischer Fußballspieler.

## Karriere
Bener erlernte das Fußballspielen u. a. in den Nachwuchsabteilungen der Vereine Seyhan Belediyespor, Adana Demirspor und Mersin İdman Yurdu.
Bei letzterem erhielt er im Sommer 2015 einen Profivertrag und wurde noch vor dem Saisonstart 2015/16 erst an den Viertligisten Sancaktepe Belediyespor und in der Wintertransferperiode 2015/16 an Gaziosmanpaşaspor ausgeliehen. 2018 verließ er den Verein; seither spielte er für etliche Mannschaften der TFF 3. Lig. 2022 ging er zu Adanaspor in die zweite Liga.